# Dziwny świat
Dziwny świat (ang. Strange World) – amerykański animowany komputerowo film przygodowy science fantasy z 2022 roku w reżyserii Dona Halla i Qui Nguyena. Sześćdziesiąty pierwszy z oficjalnego kanonu Disneya.
Strange World czerpie inspirację z magazynów pulpy, Podróży do wnętrza Ziemi (1864), Fantastycznej podróż (1966), Parku Jurajskiego (1993) i King Konga (1933). Chociaż film jest głównie komputerowy, zawiera animację rysunkową autorstwa Randy'ego Haycocka, z dodatkową animacją 2D autorstwa Erica Goldberga i Marka Henna w niektórych scenach. Film był znany z wprowadzenia pierwszej otwarcie głównej postaci LGBTQ Walt Disney Animation Studios, co doprowadziło do wycofania filmu z kinowej premiery w niektórych regionach. Będąc postacią homoseksualną, Florian jest pierwszym głównym bohaterem Walt Disney Animation Studios, który otwarcie przyznał się do bycia częścią społeczności osób LGBTQ.

## Fabuła
Miasto Avalonia leży w dolinie otoczonej niezdobytymi górami. Odkrywca Jaeger Klan postanawia za wszelką cenę przekroczyć górski łańcuch i pokazać światu, jakie nieznane krainy tam się znajdują. Organizuje wyczerpującą ekspedycję, podczas której jego nastoletniego syna Oskarda, pasjonującego się ogrodnictwem, intryguje rosnąca na lodzie roślina z wyładowaniami elektronicznymi. Oskard widząc zmęczenie członków ekspedycji, proponuje powrót do miasta i dochodzi do scysji z Jaegerem, który nie bacząc na protesty reszty sam kontynuuje przeprawę przez górską ścieżkę.
Mijają lata i odkryta przez Oskarda roślina, teraz zwana pando, unowocześnia Avalonię dostarczając źródło energii. Jaeger nie wrócił ze swojej wyprawy, jednak cieszy się statusem legendy i wraz z synem doczekał się pomnika. Sam Oskard wraz jest właścicielem świetnie rozwijającej sie plantacji pando i chce ją zostawić Florianowi, swemu nastoletniemu synowi. Pewnej nocy Callisto Mal, prezydentka Avalonii i jedna z byłych członkiń ekspedycji Jaegera, pojawia się na swym statku Przygoda informując Klanów, że strąki pando trawi choroba i tracą energię, co zauważyła też Meridian, żona Oskarda. Callisto prosi Oskarda o udział w wyprawie w ustaleniu przyczyny tego, co szkodzi pando. Florian chce też wziąć udział, ale Oskard mu zabrania tłumacząc bezpieczeństwem syna.
Pando to w rzeczywistości skomplikowany system korzeniowy łączący się w jeden organizm. Podążając wzdłuż korzeni Przygoda dociera do gigantycznej dziury w głąb ziemi. Oskard jest niemile zaskoczony, gdy na pokładzie Przygody znajduje jako pasażer na gapę Florian i jego pies Tajfun, oraz Meridian za którymi przyleciała samolotem rolniczym. Statek atakowany przez stado dziwnych latających stworzeń spada w głąb rozpadliny. Ku zdumieniu wszystkim znajdują się w niezwykłym podziemnym świecie. Oskard i Tajfun gonią za galaretowatym stworkiem. Niemal zostają połknięci przez mackowatą bestię, którą przegania wciąż żywy Jaeger, który przez lata szukał przejścia przez góry i uznał, że znajdzie je pod ziemią. W podziemnym świecie zmuszony był przerwać swój cel, gdyż nie wie jak przejść przez Wrzące Morze, wody rozpuszczające wszystko, z czym się zetknie.
Tymczasem na pokładzie Przygody Callisto i Meridian ustalają, żeby wpierw naprawić statek, a potem poszukać Oskarda. Florian nie chcąc czekać pędzi na poduszkowcu poszukując ojca z galaretowatym stworkiem zwanego Glutkiem. Atakują go mackowate bestie, zwane przez Jaegera rozpruwaczami. W ostatniej chwili ratują go Oskard i Jaeger. Zabiera ich Meridian, która wyruszyła w poszukiwaniu syna, gdy tylko zorientowała się, że gdzieś zniknął. Na Przygodzie Jaeger zachęca wszystkich do wyruszenia na drugą stronę gór. Sprzeczających się Klanów przerywa Callisto, która mówi, że po dotarciu do serca pando zobaczą co jest po stronie gór. Na taki układ przystają wszyscy. Florian łapie dobry kontakt z dziadkiem, co nie podoba się Oskardowi uznając, że jego ojciec może mieć zły wpływ na wnuka. Podążając śladem korzeni, statek dociera nad Wrzące Morze i by ocalić pando ryzykuje lot nad wzburzonymi falami i walcząc z rozpruwaczami.
W miarę jak Przygoda zagłębia się coraz dalej w podziemny świat, korzenie pando zaskakująco wyglądają na coraz silniejsze. Przyczyną obumierania pando na powierzchni jest ciągła wojna z rozpruwaczami atakujące jej rdzeń. Oskard miażdży strąki pando na pył i przerabia statek na samolot do oprysków. Glutek chce coś pokazać Florianowi, który kłóci się z ojcem uświadamiając mu, że popełnił te same błędy wychowawcze co Jaeger. Godząc się, obaj zdają sobie sprawę, że przeszli przez góry, za którym jest jedynie ocean. Widzą oko gigantycznego stworzenia. Florian orientuje się, że podziemny świat to wnętrzności stworzenia, a rozpruwacze i wszystkie inne stworzenia są jego systemem odpornościowym zwalczającym pando będącym pasożytem.
Na Przygodzie wyjaśniają, że pando musi zostać zniszczone. Zawiedziony Jaeger po cichu opuszcza statek. Callisto, której zależy na ocaleniu Avalonii zamyka Klanów, aby uniemożliwić im zatrzymanie misji. Po tym jak Tajfun i Glutek uwalniają Klanów, Oskard i Florian udają się do serca stworzenia, aby oczyścić drogę dla rozpruwaczy, a Meridian przejmuje statek i przekonuje Callisto do pomocy. Jaeger powraca i z jego pomocą pando ulega zniszczeniu, przywracając stworzenie do życia, po czym dane jest mu ujrzeć ocean za górami. Rok po wydarzeniach Avalonia korzysta teraz z naturalnej źródeł energii, a Jaeger i Oskard mają poprawione relacje wspólnie zajmując się rolnictwem. Przy wsparciu rodziny Florian spełnia się jako odkrywca i wraz ze swym chłopakiem Diazo i ich przyjaciółmi regularnie odwiedza podziemny świat.

## Obsada głosowa
| Postać | Wersja oryginalna    | Wersja polska         |
| --- | -------------------- | --------------------- |
| Oskard Klan | Jake Gyllenhaal      | Michał Czernecki      |
| Jaeger Klan | Dennis Quaid         | Szymon Kuśmider       |
| Florian Klan | Jaboukie Young-White | Damian Mirga          |
| Meridian Klan | Gabrielle Union      | Monika Węgiel         |
| Callisto Mal | Lucy Liu             | Ewa Konstancja Bułhak |
| Caspian | Karan Soni           | Mateusz Narloch       |
| porucznik Wafel | Alan Tudyk           | Przemysław Glapiński  |
| kapitanka Pulk | Adelina Anthony      | Julia Kijowska        |
| Lonnie | Abraham Benrubi      | Łukasz Borkowski      |
| Diazo | Jonathan Melo        | Wojciech Melzer       |
| Kardez | Nik Dodani           | Benjamin Diamouténé   |
| Azymut | Francesca Reale      | Julia Wilicka         |
| Ro | Emily Kuroda         | Renata Berger         |
| Rory | Reed Buck            | Jakub Kordas          |
| dziennikarka radiowa | Katie Lowes          | Omenaa Mensah         |
| dziennikarz radiowa | Alan Tudyk           | Jarosław Budnik       |
| Narrator | Alan Tudyk           | Przemysław Bluszcz    |
| Opracowanie: IYUNO•SDI Group Reżyseria: Szymon Waćkowski Dialogi: Barbara Eyman Tekst piosenek: Michał Wojnarowski Nagranie dialogów: Marta Bator Montaż dialogów: Antonina Wyszyńska, Anna Żarnecka-Wójcik Zgranie dźwięku: Shepperton International Kierownictwo muzyczne: Anna Serafińska Kierownictwo produkcji: Marta Gałęzka |                      |                       |

## Produkcja

### Przygotowanie
W grudniu 2021 roku Walt Disney Animation Studios ogłosiło nowy film zatytułowany Strange World z Donem Hallem jako reżyserem, Qui Nguyenem jako współreżyserem i scenarzystą oraz Royem Conlim jako producentem.
Według Halla Strange World był ukłonem w stronę magazynów pulpowych. Powiedział on, że „[on] dorastając uwielbiał czytać stare wydania pulpy. Były to wielkie przygody, podczas których grupa odkrywców mogła odkryć ukryty świat lub starożytne stworzenia. Byli ogromną inspiracją dla Dziwnego Świata.” Inspiracją były również filmy takie jak Podróż do wnętrza Ziemi (1966), Fantastyczna podróż i King Kong.
Nazwa cudownej rośliny Pando pochodzi od lasu w stanie Utah. Dla światów zarówno poza lądem, jak i pod gigantycznym stworzeniem, Avalonia otrzymała pomarańczowo-białą kolorystykę, aby kontrastować z tytułowym dziwnym światem wewnątrz stworzenia, dla którego filmowcy wybrali czerwień i magentę. Stworzono również sposób, w jaki postać Glutka mogła komunikować się niewerbalnie, jak magiczny dywan w Aladynie (1992).
Podczas spotkania koncepcyjnego Burny Mattinson zasugerował dodanie postaci psa do Klanów, która ostatecznie stał się Tajfunem. Był to ostatni film Mattinsona przed jego śmiercią 27 lutego 2023 roku.

### Casting
6 czerwca 2022 roku, po wydaniu zwiastuna, Jake Gyllenhaal został ogłoszony jako Oskard. Jedenaście dni później reszta głównej obsady filmu została ogłoszona na Międzynarodowym Festiwalu Filmów Animowanych w Annecy, w tym Jaboukie Young-White jako Florian Klan, Gabrielle Union jako Meridian Klan, Lucy Liu jako Callisto Mal i Dennis Quaid jako Jaeger Klan. Włączenie Young-White’a podkładającego głos postaci homoseksualnej o imieniu Florian oznacza pierwszą otwarcie główną postać LGBTQ w Walt Disney Animation Studios.

### Muzyka
Ogłoszono, że Henry Jackman ma skomponować muzykę do filmu, co oznacza jego trzecią współpracę z Donem Hallem, po Kubusiu i przyjaciołach i Wielkiej szóstki, oraz jego piątą pracę nad filmem pełnometrażowym z Walt Disney Animation Studios, która obejmuje obie części Ralpha Demolki. Walt Disney Records wydało ścieżkę dźwiękową 23 listopada 2022 roku, tego samego dnia co premiera kinowa.

## Premiera
Pomimo tego, że Dziwny świat został wydany w kinach w większości regionów, w niektórych nie został wydany w kinach; ze względu na sprzeciw Disneya wobec lokalnych przepisów dotyczących okien kinowych, firma ogłosiła 8 czerwca 2022 roku, że film nie doczeka się kinowej premiery we Francji i zamiast tego trafi bezpośrednio do Disney+. W listopadzie 2022 roku Deadline Hollywood poinformowały, że Disney wycofał się z kinowej premiery w 20 krajach, głównie na Bliskim Wschodzie, w Afryce, Azji Południowej, Rosji i Chinach; rosyjska premiera została już wycofana z powodu trwającej inwazji na Ukrainę, zaś w pozostałych regionach wykluczono ze względu na udział głównego bohatera będącego gejem. Zrobiono to, aby zapobiec cenzurze odniesień LGBTQ+ w tych regionach, ponieważ jednym z głównych wątków jest zakochanie się Floriana w innym chłopaku o imieniu Diazo.
Dziwny świat miał swoją premierę w El Capitan Theatre w Hollywood 15 listopada 2022 roku, a kinową premierę miał w Stanach Zjednoczonych 23 listopada tego samego roku. Był to pierwszy film, który zawierał nowe logo Walt Disney Pictures z okazji 100-lecia The Walt Disney Company, autorstwa ILM i z nową aranżacją „When You Wish Upon a Star” autorstwa Christophe'a Beckaa.
Dziwny świat miał oficjalną premierę na Disney+ 23 grudnia 2022 roku. Według Flix Patrol był najczęściej odtwarzanym filmem na Disney+ po jego wydaniu w serwisie streamingowym. Według TV Time firmy Whip Media, Dziwny świat był ósmym najczęściej odtwarzanym filmem na wszystkich platformach w Stanach Zjednoczonych w tygodniu kończącym się 25 grudnia 2022 roku i szóstym w tygodniu rozpoczynającym się 30 grudnia tego samego roku.
Walt Disney Studios Home Entertainment wydał film na Ultra HD Blu-ray, Blu-ray i DVD 14 lutego 2023 roku.